# Подольский сельсовет (Оренбургская область)
Подольский сельсовет — сельское поселение в Красногвардейском районе Оренбургской области Российской Федерации.
Административный центр — село Подольск.

## История
9 марта 2005 года в соответствии с законом Оренбургской области № 1901/343-III-ОЗ образовано сельское поселение Подольский сельсовет, установлены границы муниципального образования.
16 ноября 2012 года в соответствии с законом Оренбургской области № 1214/354-V-ОЗ в состав сельсовета включен упразднённый Ивановский сельсовет.

## Население
| 2010  | 2012  | 2013  | 2014  | 2015  | 2016  | 2017  |
| ----- | ----- | ----- | ----- | ----- | ----- | ----- |
| 2978  | ↘2930 | ↗3387 | ↘3307 | ↘3304 | ↘3257 | ↘3169 |
| 2018  | 2019  | 2020  | 2021  |       |       |       |
| ↘3138 | ↘3088 | ↘3055 | ↘3025 |       |       |       |

## Состав сельского поселения
| № | Населённый пункт | Тип населённого пункта       | Население |
| - | ---------------- | ---------------------------- | --------- |
| 1 | Ивановка         | село                         | 483       |
| 2 | Калтан           | село                         | 322       |
| 3 | Красиково        | село                         | 413       |
| 4 | Кутерля          | село                         | 227       |
| 5 | Луговск          | село                         | 908       |
| 6 | Подольск         | село, административный центр | 703       |
| 7 | Староюлдашево    | село                         | 405       |